# 2009 en Antarctique
Cet article présente les faits marquants de l'année 2009 en Antarctique.

## Évènements
- Janvier : Selon une étude américaine, les manchots empereurs, popularisés par le film La marche de l'empereur en 2005, risquent l'extinction d'ici la fin du siècle, du moins dans certains de leurs habitats, en raison du réchauffement de la planète, si le changement climatique continue de faire fondre les glaces dans l'Antarctique au rythme prévu dans le dernier rapport du Groupe d'experts intergouvernemental sur l'évolution du climat (GIEC). Selon les différents modèles mathématiques utilisés, il y a au moins 40 % de probabilités que cette population connaisse une diminution drastique d'au moins 95 %, ce qui les mettraient en grand danger d'extinction[1].